# Solenopsia
Solenopsia är ett släkte av steklar som beskrevs av Erich Wasmann 1899. Solenopsia ingår i familjen hyllhornsteklar.
Släktet innehåller bara arten Solenopsia imitatrix.